# Cantón de Montes de Oca
Montes de Oca es un cantón de Costa Rica situado en el norte de la provincia de San José, sobre la meseta intervolcánica del Valle Central, y perteneciente en su totalidad a la Gran Área Metropolitana. El cantón cuenta con un total de 61 661 habitantes, según la última proyección demográfica del INEC, ubicándose así como el vigésimo quinto más poblado del país y el décimo de la provincia. Limita al norte con el cantón de Goicoechea, al oeste con el cantón de San José, al sur con los cantones de Curridabat y La Unión, y al este con el cantón de Cartago.
El cantón cuenta con una extensión territorial de 15,16 km², colocándose como el segundo más pequeño de la provincia. Su cabecera es el distrito de San Pedro, con categoría de ciudad, y cuenta con un total de cuatro distritos: San Pedro, Sabanilla, Mercedes y San Rafael.
Fundado en 1915, el cantón se caracteriza por su alto desarrollo comercial en su centro urbano, principalmente del sector servicios, aunque también cuenta con sectores montañosos suburbanos al este del cantón. Por otra parte, el cantón se caracteriza también por contar con la presencia de varias universidades públicas y privadas y de otros centros de estudio, entre ellas la Universidad de Costa Rica (UCR) y la Universidad Estatal a Distancia (UNED).  El cantón, además, sirve como sede a varias instituciones del gobierno y organismos financieros, como el Ministerio de Planificación Nacional y Política Económica (MIDEPLAN), el Instituto Nacional de la Mujer (INAMU), el Instituto Nacional de Estadística y Censos (INEC), el Banco Hipotecario de la Vivienda (BANHVI), la Corte Interamericana de Derechos Humanos, entre otros. El cantón cuenta con un Índice de Desarrollo Humano de 0,957, clasificado como muy alto.

## Toponimia
El término y el nombre actual del cantón, «Montes de Oca», surge en homenaje a Faustino Montes de Oca Ramírez, un ilustre ciudadano que se interesó por las necesidades y el progreso de la localidad. Nació en la ciudad de San José el 19 de octubre de 1859, y falleció en la misma el 18 de octubre de 1902.

## Historia

### Orígenes
Las primeras ocupaciones registradas del territorio al que hoy pertenece al cantón de Montes de Oca se remontan a entre los siglos III y XVI al arribo de los españoles. El territorio en esta época se encontraba ocupado por el antiguo Reino Huetar de Occidente, una nación amerindia y uno de los dos grandes reinos indígenas de la parte central del país, reinado por el Cacique Garabito. Las primeras poblaciones que habitaron la localidad se integraban por familias de agricultores que se dedicaban a cultivar café, la actividad agrícola que predominaba.
En el siglo XVIII, según documentación oficial, la localidad era conocida bajo el nombre de «Santiago de la Granadilla», más posteriormente comenzó a ser llamada como San Pedro del Mojón o «El Mojón», esto porque, para dividir a la localidad de la ciudad de San José, se utilizaba un llamado mojón con forma de piedra, que servía como un punto de referencia importante entre la población y que fue bautizado bajo el nombre de "el mojón de la legua de Curridabat".
El 29 de septiembre de 1820, el Ayuntamiento de San José decidió dividir a la ciudad en varios barrios, de entre ellos el barrio de El Mojón, que ocupa los hoy la mayor parte del actual cantón de Montes de Oca.
En septiembre y octubre de 1835, transcurre en Costa Rica la llamada Guerra de la Liga, la segunda guerra civil del territorio como Estado miembro de la República Federal de Centro América. Su detonante inmediato fue la derogación de la Ley de la Ambulancia, una Ley que dictaba que el Gobierno debía ambular, rotar o errar cada cuatro años por las ciudades de Alajuela, Heredia, Cartago y San José. En el sitio donde hoy está ubicado el parque John F. Kennedy, se originó una escaramuza como consecuencia de los acontecimientos de esta guerra civil.
En 1840, en el contexto de una organización administrativa del Estado que impulsó el gobierno de Braulio Carrillo Colina, se divide a San José en un total de 26 cuarteles, entre ellos el cuartel de El Mojón. Este cuartel, mediante la Ley n.º 22 del 1° de diciembre de 1841, pasó a convertirse en un barrio llamado barrio de El Mojón, parte del Departamento de San José, y al cual lo conformaban la mayor parte del actual cantón de Montes de Oca, así como una pequeña parte del este del actual cantón de San José. El barrio de El Mojón quedaba dividido en cinco cuarteles: San Pedro, Los Cedros, San Ramón, El Zapotal y El Turrujal.
En la Constitución Política del 30 de noviembre de 1848, se estableció una nueva división política y administrativa que contempló la nomenclatura de provincias, cantones y distritos parroquiales. De entre los distritos parroquiales del cantón de San José, se encontraba El Mojón como distrito parroquial.
Por decreto n.º 20 del 24 de julio de 1867, se vuelve a dividir el territorio de la República para efectos Municipales. El distrito parroquial de El Mojón pasa a ser ahora parte del cantón de San José bajo el nombre de «San Pedro».
En 1881, finaliza la construcción del primer templo católico de la localidad, la actual Parroquia San Pedro Apóstol, localizada actualmente en el distrito de San Pedro.
En la división territorial escolar, establecida por la Ley General de Educación Común, del 26 de febrero de 1886, para la creación de Juntas Municipales de Educación, aparecen San Pedro y Sabanilla como distritos escolares del cantón de San José.

### Cantonato
A principios del siglo XX, se construye el edificio "La Mazorca", la primera escuela de San Pedro de Montes de Oca, desde 1908 hasta 1940. Dicho inmueble constituye un hito urbano e histórico. En 1924, se construye la Escuela Dante Alighieri.
Mediante la ley n.° 45 del 2 de agosto de 1915, se creó Montes de Oca como cantón de la provincia de San José, designándose como cabecera la villa de San Pedro y fijándose como distritos al distrito de San Pedro, distrito de Sabanilla, distrito de Mercedes y el distrito de Cedros (hoy el distrito de San Rafael). Montes de Oca procede del cantón de San José, establecido este último, en ley n.° 36 del 7 de diciembre de 1848.
El 1 de enero de 1916, se llevó a cabo la primera sesión del Concejo Municipal de Montes de Oca, integrado por los regidores propietarios, señores Timoteo Madrigal Mora, como presidente, Ramón Hernández Loría, como vicepresidente, y Vidal López Aguilar, como fiscal. El secretario municipal fue Domingo Monge Rojas y el jefe político José Joaquín Zavaleta Volio.
Entre 1932 y 1936, se realizó la construcción del Palacio Municipal de Montes de Oca, cuyo diseño arquitectónico fue ejecutado por el arquitecto José María Barrantes Monge, uno de los arquitectos más destacados de la historia costarricense.
En 1950, se inauguró en el distrito de San Pedro el primer edificio de la Ciudad Universitaria Rodrigo Facio Brenes, principal sede de la Universidad de Costa Rica (UCR).
El 14 de noviembre de 1961, durante la administración de Mario Echandi Jiménez, y por medio de la Ley n.º 2874, la villa de San Pedro recibe el título de ciudad.
En 1982, se funda el Parque del Este, en el distrito de San Rafael, un parque urbano estatal de 24 hectáreas y bajo la administración del Instituto Costarricense del Deporte y Recreación (ICODER). Es actualmente uno de los parques metropolitanos más grandes de Costa Rica.
A finales del siglo XX, diversas obras son declaradas de interés nacional en el cantón. El 19 de octubre de 1987, se declara de Interés histórico y artístico la fuente de la Universidad de Costa Rica, mediante el Decreto Ejecutivo n.º 17769-C, publicado en La Gaceta n.º 199 del mismo año. Seguidamente, el 12 de noviembre de 1991, se declara de interés la Escuela Franklin D. Roosevelt, mediante el Decreto Ejecutivo n.º 20805-C. El 15 de enero de 1992, se declara de interés el Palacio Municipal de Montes de Oca mediante el Decreto Ejecutivo n.º 20918-C.  Y, por último, en 1999, se declaran de interés nacional los edificios "La Mazorca" y "Fito's" Bar, mediante los decretos n.º 28255-C y 27538-C, respectivamente.

## Gobierno local

### Alcaldía
Conforme al Régimen municipal de Costa Rica, la alcaldía y las vicealcaldías del cantón son electas popularmente mediante sufragio universal cada cuatro años. En las elecciones municipales de Costa Rica de 2024, el candidato del PUSC, Domingo Argüello Garcia, resultó elegido como alcalde para el periodo 2024-2028. Los vicealcaldes son Heidi Castillo Castro y Andrés Guzmán Gómez.
Alcaldes desde la instauración de la figura de Alcalde Municipal.
| Periodo   | Nombre                     | Partido     |
| --------- | -------------------------- | ----------- |
| 1998-1999 | Efrain Camacho Soto        | PUSC        |
| 1999-2000 | Gabriel Zamora Vázquez     | PUSC        |
| 2001-2002 | Eulogio Domínguez Vargas   | PUSC        |
| 2002      | Ronny Fallas Salazar       | Funcionario |
| 2002-2006 | Sonia María Montero Díaz   | PAC         |
| 2006-2010 | Fernando Trejos Ballestero | PUPC        |
| 2010-2016 | Fernando Trejos Ballestero | PRC         |
| 2016-2020 | Marcel Soler Rubio         | PAC         |
| 2020-2024 | Marcel Soler Rubio         | PAC         |
| 2024-2028 | Domingo Argüello García    | PUSC        |

### Concejo Municipal
Al igual que la elección de la alcaldía y vicealcaldías, los integrantes del Concejo Municipal son electos popularmente cada 4 años. El Concejo Municipal de Montes de Oca se integra por un total de 7 regidores, propietarios y suplentes, y 7 síndicos, propietarios y suplentes, y cuyo presidente es el regidor propietario Enrique Sibaja Granados, del Partido Liberación Nacional y su vicepresidenta es la regidora propietaria Jeiny Lizano Vargas, del Partido Unidad Social Cristiana. Actualmente está integrado por:

Actual distribución del Concejo Municipal después de las elecciones de 2024.
|                                                             |                                         |                  |           |
| Partidos políticos en el Concejo Municipal de Montes de Oca |                                         |                  |           |
| Partido político                                            | Partido político                        | Partido político | Regidores |
|                                                             | Partido Unidad Social Cristiana (PUSC)  |                  | 2         |
|                                                             | Coalición Gente de Montes de Oca (CGMO) |                  | 2         |
|                                                             | Partido Liberación Nacional (PLN)       |                  | 1         |
|                                                             | Partido En Comun (PEC)                  |                  | 1         |
|                                                             | Coalición Somos Montes de Oca (CSMO)    |                  | 1         |

### Presidencias Municipales que fueron Alcaldes
Conforme al Régimen municipal de Costa Rica, en caso de ausencia del Alcalde, la Primera Vicealcaldía asumirá sus funciones. Si esta también estuviera ausente, corresponderá a la Segunda Vicealcaldía suplir dicha ausencia. Ante la falta simultánea del Alcalde y de ambas Vicealcaldías, corresponderá a la Presidencia del Concejo Municipal asumir temporalmente las funciones de la Alcaldía, hasta que se restablezca la titularidad correspondiente. Aunque no se registran casos de presidentes municipales que hayan ganado una elección para la Alcaldía, sí existen antecedentes en los que han asumido temporalmente las funciones de la misma. A continuación, se presenta una lista de personas que han ocupado los dos cargos de mayor jerarquía dentro del cantón de Montes de Oca. En el caso del señor Daniel Rojas Madrigal y del señor Andrés Guzmán Gómez suplieron al Alcalde mientras eran vicealcaldes segundos.
Presidencias Municipales que fueron Alcaldes.

## Organización territorial
El cantón de Montes de Oca se divide administrativamente en cuatro distritos, siendo la cabecera el distrito de San Pedro. Cada distrito, según el Régimen municipal de Costa Rica, posee un Concejo de Distrito el cual se encarga de velar por sus temas correspondientes, y se integra por los síndicos, propietarios y suplentes, y los concejales. Los distritos fueron designados mediante el decreto de creación del cantón.
- San Pedro
- Sabanilla
- Mercedes
- San Rafael

## Geografía
Cantón de Montes de Oca cuenta con un área de 15,78 km² y una altitud media de 1205 m s. n. m.

### Localización
El cantón de Montes de Oca es el décimo quinto de la provincia de San José y tiene una extensión territorial de 15,16 km², y se encuentra ubicado en su totalidad dentro del Valle Central de Costa Rica. La anchura máxima es de dieciséis kilómetros, en dirección noreste a suroeste, desde la confluencia del río Tiribí con la quebrada Corralillo hasta el puente sobre el río Ocloro, carretera regional n.º 204 que va del cementerio de ciudad de San Pedro al distrito de Zapote del cantón de San José.
| Periodo como presidente | Periodo como alcalde | Nombre                | Partido |
| ----------------------- | -------------------- | --------------------- | ------- |
| 2020-2022               | 2010-2016 (3 dias)   | Daniel Rojas Madrigal | PUSC    |
| 2018-2020               | 2024-2028 (6 dias)   | Andrés Guzmán Gómez   | PUSC    |

| Noroeste: Goicoechea | Norte: Goicoechea         | Noreste: Goicoechea |
| Oeste: San José      |                           | Este: Cartago       |
| Suroeste: San José   | Sur: Curridabat, La Unión | Sureste: La Unión   |

### Relieve
El cantón de Montes de Oca abarca zonas planas densamente urbanizadas, pastizales y montañas boscosas de fuertes pendientes. La altitud se eleva en sentido de oeste a este, iniciando en 1 330 metros sobre el nivel del mar (m s. n. m.) cerca de la villa de San Rafael, y concluyendo en los 1 900 m s. n. m. cerca del flanco occidental del volcán Irazú y el punto más alto del cantón. Las elevaciones sobre el nivel del mar, del centro urbano de los poblados de distritos del cantón, son las siguientes: San Pedro, a 1205 m s. n. m., Sabanilla, a 1305 m s. n. m., Mercedes, a 1200 m s. n. m., y San Rafael, a 1340 m s. n. m.

## Demografía
Para el año 2022, Cantón de Montes de Oca cuenta con una población estimada de 53 862 habitantes, y para el último censo efectuado, en 2011, Cantón de Montes de Oca contaba con una población de 49 132 habitantes.
De acuerdo con el Atlas de Desarrollo Humano Cantonal de Costa Rica 2016, el cantón cuenta con una esperanza de vida de 82,7 años y una alfabetización del 99,6 %.
De acuerdo con el censo nacional del 2011, el 13,1% de la población nació en el extranjero. El mismo censo destaca que había 16 589 viviendas ocupadas, de las cuales, el 79,9 % se encontraba en buen estado y que había problemas de hacinamiento en el 2,0% de las viviendas. El 100% de sus habitantes vivían en áreas urbanas. Además, la escolaridad promedio alcanza los 12,2 años.
| Evolución de la población de Montes de Oca entre 1864 y 2016 |
| ------------------------------------------------------------ |

## Economía
El sector de servicios es la actividad más importante en Montes de Oca. Los principales empleadores del cantón son la Universidad de Costa Rica, la Universidad Estatal a Distancia, el Instituto Costarricense de Electricidad, además del sector bancario, comercio y educativo. En el cantón se encuentran las oficinas centrales y regionales de empresas e instituciones, tales como la Cámara Costarricense de Industrias, Van der Laat y Jiménez S.A. (compañía constructora), Avantica, Pricewaterhouse Coopers, Deloitte, GlaxoSmithKline Costa Rica, Bansol, el Banco Hipotecario de la Vivienda (BANHVI), el Banco Centroamericano de Integración Económica (BCIE), Financiera Desyfin, el Consejo Nacional de Vialidad (CONAVI), el Centro Científico Tropical, entre otros.
El censo nacional del 2011 detalla que la población económicamente activa se distribuye de la siguiente manera:
- Sector Primario: 1,2 %
- Sector Secundario: 12,4 %
- Sector Terciario: 86,4 %

## Infraestructura

### Carreteras
La principal carretera del cantón de Montes de Oca es la carretera nacional n.º 2 (Panamericana), que inicia al oeste del distrito de San Pedro y finaliza al este del mismo. En medio de este trayecto se encuentra la famosa Rotonda de la Hispanidad, donde la carretera n.º 2 se conecta con la ruta 39, conocida como Circunvalación (Paseo de la Segunda República). Por medio de la carretera nacional n.º 2, el cantón de Montes de Oca se conecta con los cantones de San José y Curridabat, y mediante la ruta 39, el cantón se conecta con el cantón de Goicoechea y con el distrito de Zapote, de San José.
Por otra parte, varias localidades del cantón cuentan con servicios de autobuses desde y hacia la ciudad de San José. Entre ellas, están las líneas de Vargas Araya, Sabanilla, Barrio Pinto, Europa y Cedros. Además, debido a su ubicación, el cantón es igualmente servido por líneas de buses provenientes de Curridabat, La Unión y Cartago. La mayoría de ellas hacen parada en el Parque Central de San Pedro y alrededores.
Otro servicio de autobuses muy importante es La Periférica, que conecta a la ciudad de San Pedro con Hatillo, al suroeste de San José, y con Guadalupe, mediante la línea L3 Hatillos-UCR-Hatillos y la línea L4 Hatillos-Guadalupe-Hatillos. Las rutas de La Periférica se pueden revisar en su página web.
El cantón también se conecta al resto de la ciudad por medio del Tren Interurbano, cuyo recorrido comprende desde la ciudad de Cartago, hasta San Antonio de Belén y la ciudad de Heredia. Las paradas del tren en Montes de Oca se ubican en el costado sur de la Ciudad Universitaria Rodrigo Facio y en la Universidad Latina.

### Iglesias

#### Parroquia San Pedro Apóstol
La Parroquia San Pedro Apóstol se encuentra a un costado del parque central John F. Kennedy. La parroquia se consagra en honor a San Pedro Apóstol, uno de los discípulos más destacados de Jesús de Nazaret y pescador de oficio en el mar de Galilea. En 1881, se erige la parroquia y da inicio su función pastoral. El actual templo se consagró el 21 de febrero de 1997. 
La parroquia de San Pedro es una de las 121 parroquias de la Arquidiócesis de San José. Es fundada durante el episcopado de monseñor don Bernardo Augusto Thiel Hoffman, segundo obispo de Costa Rica, en el año de 1881.
La Parroquia Nuestra Señora de Lourdes y el templo que la alberga fueron consagrados el 11 de febrero de 1954, durante el episcopado de Monseñor Rubén Odio Herrera. Se encuentra ubicada junto a la plaza de deportes de Lourdes de Montes de Oca.
Posteriormente, el 11 de febrero de 1969, Monseñor Carlos Humberto Rodríguez Quirós la erigió como parroquia y concedió su administración, por un período inicial de diez años, a la Compañía de Jesús. Una vez cumplido ese plazo, dicha administración continuó prorrogándose.
Actualmente, es la única parroquia en todo el territorio costarricense administrada por los padres jesuitas. Su primer párroco fue el sacerdote Teodoro Bercedo García, S. I., de nacionalidad española, quien llegó a Costa Rica procedente de Cuba.

### Monumentos

#### Cristo de Sabanilla
El Cristo de Sabanilla es un monumento localizado en el límite entre los distritos de Sabanilla y San Rafael. El monumento da la bienvenida a Sabanilla a los visitantes provenientes de San Rafael. El monumento consiste de una cruz con un Cristo crucificado en ella.
El monumento fue colocado en recuerdo a la Misión de Sabanilla en la Santa Cuaresma de 1931, a como dice en la inscripción presente en el monumento.

#### Fuente de La Hispanidad
La Fuente de la Hispanidad es una fuente localizada en el distrito de San Pedro, en el centro de la rotonda que lleva el mismo nombre. Es considerada como una de las fuentes más emblemáticas de Costa Rica, y es reconocida a nivel nacional por ser un punto de reunión de los costarricenses para celebrar distintas victorias, por ejemplo, de la selección de fútbol de Costa Rica o de cierto partido político durante las elecciones nacionales.
Es una estructura contemporánea que consiste de tres tubos de diferentes tamaños de los cuales sale agua. Además, la fuente posee un sistema de sensores de luces led.

## Cultura

### Símbolos

#### Bandera
La bandera del cantón de Montes de Oca fue aprobada en Sesión Ordinaria del Concejo Municipal n.º 117/95 del 27 de julio de 1995, donde se acordó según artículo n.º 12 de aprobar el siguiente diseño de la bandera del Cantón de Montes de Oca, dado que hasta esa fecha el Cantón no había contado con su bandera propia. Dado lo anterior, la Comisión de Cultura, Cívica y Ornato presentó la moción aprobada por unanimidad en cuanto al diseño de la bandera del cantón. 
El color celeste de la bandera hace referencia a la bandera de la Universidad de Costa Rica, que presenta este color, y el color blanco simboliza la paz del país. La bandera cuenta con las mismas dimensiones de la bandera nacional de Costa Rica.

#### Escudo
El escudo de Montes de Oca fue diseñado en 1975 por el señor Francisco Molina Di Palma, funcionario municipal y secretario municipal por diez años. 
El escudo está representado por el mojón, que simboliza el nombre que tenía la comunidad antes del cantonato, con cuatro estrellas que representan los cuatro distritos. También se presenta el templo de la Iglesia católica, que simboliza la religión de la mayoría de los habitantes. Abajo se encuentra el edificio de la Facultad de Ciencias y Letras de la Universidad de Costa Rica, que simboliza la educación y la cultura. Se presentan también las hojas que representan el café, ya que históricamente el cantón fue una zona cafetalera.

### Educación

#### Escuelas
- Escuela de Betania
- Escuela Dante Alighieri
- Escuela José Figueres Ferrer
- Escuela Franklin Delano Roosevelt
- Escuela Inglaterra
- Escuela de Cedros
- Escuela de Barrio Pinto
- Escuela de Santa Marta
- Escuela Monterrey
- Sunview Elementary School

Cuatro escuelas del cantón, las de Cedros, Barrio Pinto, Santa Marta y Monterrey, fueron fundadas por el religioso jesuita español, P. Luis Martínez Arnaiz, quien fue residente en la Parroquia Nuestra Señora de Lourdes y falleció en el Hogar de Ancianos de Montes de Oca.

#### Colegios, liceos e institutos
- Liceo Anastasio Alfaro
- Liceo José Joaquín Vargas Calvo
- Colegio de Cedros (fundado por el P. Luis Martínez Arnaiz, S. I.)
- Colegio Nocturno León XII
- Colegio Científico de San Pedro
- Colegio Calasanz (incluye educación primaria)
- Colegio Metodista (incluye educación primaria)
- Colegio Monterrey (incluye educación primaria)
- Colegio Mont Berkeley International (incluye educación primaria)
- Conbi College (incluye educación primaria)
- Colegio San Lorenzo (incluye educación primaria)
- Colegio Campestre (incluye educación primaria)
- Instituto Centroamericano de Educación Radiofónica (ICER)

#### Universidades
Montes de Oca es conocido en Costa Rica como la Cuna de la Educación Superior, al ser el cantón donde se encuentran 2 de las 5 universidades públicas costarricenses: la Universidad de Costa Rica y la Universidad Estatal a Distancia. En el caso de la Universidad de Costa Rica, el campus principal, la Ciudad Universitaria Rodrigo Facio, se ubica en la ciudad de San Pedro y se divide en tres sectores:
- Ciudad Universitaria Rodrigo Facio: ocupa un área total de 31,5 hectáreas y agrupa edificaciones de las diferentes facultades y escuelas, de investigación y administrativas, lo cual suma en la actualidad más de 200.000 m² construidos.
- Ciudad de la Investigación: alberga, en sus 21 hectáreas, la sede de doce unidades de investigación, dos unidades académicas, una guardería para hijos e hijas de estudiantes, una residencia estudiantil y el Planetario.
- Instalaciones deportivas: En un área de 25 hectáreas se ubican la Facultad de Odontología, Escuela de Educación Física y Deportes, tres gimnasios multiuso, un área de natación con dos piscinas, y el Estadio Ecológico. Cuenta también con áreas de tenis, voleibol de playa, fútbol, baloncesto y atletismo al aire libre.

En total, la sede de la Universidad de Costa Rica en Montes de Oca ocupa una superficie de 77,5 hectáreas, que representan un 5,11% de la superficie del cantón.
Además de las universidades estatales, Montes de Oca es sede de numerosas universidades privadas, entre ellas: Universidad Latina, Universidad Fidélitas, Universidad Americana, Universidad Creativa y Cenfotec.

### Deporte
El cantón era sede de UCR Fútbol Club, que competía en la Primera División de Costa Rica, el máximo sistema de competición en el fútbol profesional de ese país. Fue fundado en 1941, siendo por lo tanto uno de los clubes más antiguos en el país. El equipo pasó a ser llamado La U Universitarios en el año 2019 y actualmente compite en la Segunda División de Costa Rica.
Además, el Estadio Ecológico era la sede del Club de Fútbol UCR, más conocida como la "UCR" o la "U". Está ubicado en el distrito de Mercedes, en las afueras del campus de la Universidad de Costa Rica.
El cantón cuenta con un Comité Cantonal de Deportes y Recreación, ubicado en el distrito segundo, Sabanilla, 100 metros al norte del parque de la comunidad, contiguo a la Cruz Roja; dicho órgano brinda la opción de practicar de manera gratuita deportes como fútbol femenino y masculino, baloncesto, voleibol, tae-kwon-do, judo, tenis de mesa, tenis de campo, triatlón, atletismo, ajedrez entre otras actividades de carácter recreativo, como lo son zumba, ejercicios funcionales y taichí. El CCDR cuenta bajo su administración el Estadio Manolo Amador, la Plaza Lourdes, el Regiomontano y la Plaza de Salitrillos, donde realiza diferentes actividades deportivas y recreativas; que se extienden a otras instalaciones comunales del cantón. Actualmente, la presidencia del CCDR la ostenta el Sr. Domingo Argüello García.
Sitios de interés como la Plaza Máximo Fernández, el Estadio Manolo Amador, la Plaza Lourdes, el Parque del Este y parques como el de Collados del Este, la Pradera, Vargas Araya y Buenos Aires son puntos comunes para la práctica de actividad física. 

### Sitios de interés
- Instituto Centroamericano de Extensión de la Cultura (ICECU)
- Corte Interamericana de Derechos Humanos (CIDH)
- Parroquia San Pedro Apóstol
- Instituto Nacional de Estadística y Censos (INEC)
- Municipalidad de Montes de Oca
- Parque John F. Kennedy
- Mall San Pedro
- Universidad Estatal a Distancia (UNED)
- Fuente de La Hispanidad
- Cristo de Sabanilla
- Colegio de Ciencias Económicas de Costa Rica
- Rotonda de la Bandera
- GSK
- Plaza Máximo Fernández
- Laboratorio Nacional de Materiales y Modelos Estructurales
- Calle de la Amargura
- Estadio Manolo Amador
- Parque del Este